# 全国私立大学FD連携フォーラム
全国私立大学FD連携フォーラム(ぜんこくしりつだいがくエフディーれんけいフォーラム、英名：Japan Private Universities FD Coalition Forum、略称：JPFF)は、日本の私立大学がファカルティ・ディベロップメント（Faculty Development、通称：FD）分野において、互いに協力し、学生・規模・多様性等の共通の課題を持つ中程度以上の規模の私立総合大学が連携することを目的として設立された組織、及び大学間協定である。

## 概要
2008年（平成20年）、文部科学省は大学へのFD導入の義務化に併せて、FDが単なる「制度化」されたものではなく「相互研修」の形を取るよう、各大学間での連携を推進していた。
日本で初めての、FDに関する私立大学の連携協定となった。

## 加盟校

### 幹事校
- 以下の幹事校14校のうち、龍谷大・芝浦工業大・創価大・國學院大學・中部大学以外の9校は発足当初から加盟している。役付校以外の12校は五十音順。
  - 立教大学(代表幹事校・東日本担当地域幹事校)
  - 龍谷大学(西日本担当地域幹事校)
  - 関西大学
  - 関西学院大学
  - 國學院大學
  - 芝浦工業大学
  - 創価大学
  - 中央大学
  - 中部大学
  - 同志社大学
  - 法政大学
  - 明治大学
  - 立命館大学
  - 早稲田大学

### 会員校
- 以下、発足2年目以降に加盟した大学(一部は幹事校に昇格している)。五十音順
  - 愛知大学
  - 青山学院大学
  - 学習院大学
  - 神奈川大学
  - 関東学院大学
  - 北里大学
  - 九州産業大学
  - 京都産業大学
  - 甲南大学
  - 神戸学院大学
  - 国士舘大学
  - 専修大学
  - 中京大学
  - 帝京大学
  - 東京農業大学
  - 東北学院大学
  - 東洋大学
  - 南山大学
  - 日本大学
  - 福岡大学
  - 武庫川女子大学
  - 名城大学
  - 明星大学
  - 龍谷大学

### 過去の加盟校
- 慶応義塾大学(発足当初から2020年ごろまで幹事校として加盟)

## 沿革
- 2008年（平成20年）
  - 12月6日 - 立命館大学が全国有力私大9校(関西大学・関西学院大学・慶應義塾大学・中央大学・同志社大学・法政大学・明治大学・立教大学・早稲田大学)に呼びかけ、発足。同日、記念式典を立命館大学(朱雀キャンパス)で挙行。
- 2009年（平成21年）
  - 4月24日 - FDマップ検討ワーキンググループを立命館大学(衣笠キャンパス)で開催
  - 5月16日 - 2009年度総会を明治大学(駿河台キャンパス)で開催
  - 8月22日 - 2009年度中間報告会を立命館大学(朱雀キャンパス)で開催
  - 9月8日 - ファカルティ・ディベロッパー養成プログラムを同志社大学(今出川キャンパス)で開催
  - 9月17日 - 新任教員対象 実践的FDプログラム　「夏期集中プログラム」を立命館大学(衣笠キャンパス)で開催
  - 9月24日 - ファカルティ・ディベロッパー養成プログラムを中央大学(後楽園キャンパス)で開催
- 2010年（平成22年）
  - 3月5日 - ファカルティ・ディベロッパー養成プログラムを関西学院大学(西宮上ケ原キャンパス)で開催
  - 3月18日 - ファカルティ・ディベロッパー養成プログラムを法政大学(市ヶ谷キャンパス)で開催
  - 6月12日 - 2010年度総会を関西大学(千里山キャンパス)で開催
- 2011年（平成23年）
  - 7月9日 - 2011年度総会を立命館大学(朱雀キャンパス)で開催
- 2012年（平成24年）
  - 6月16日 - 2012年度総会を中央大学(後楽園キャンパス)で開催
- 2013年（平成25年）
  - 6月15日 - 2013年度総会を立命館大学(衣笠キャンパス)で開催